# 蕭淵業
蕭 淵業（しょう えんぎょう、479年 - 526年）は、南朝梁の皇族。長沙元王。字は静曠。『梁書』と『南史』は李淵の諱を避けて、名を業、あるいは深業と表記している。

## 経歴
蕭衍の長兄の蕭懿の子として生まれた。南朝斉に仕えて著作郎・太子舎人となった。永元2年（500年）、蕭懿が殺害されると、淵業は弟の蕭淵藻・蕭淵象らとともに逃亡した。蕭衍の軍中におもむき、寧朔将軍となった。中興2年（502年）、輔国将軍・南琅邪清河二郡太守に任じられた。天監2年（503年）、長沙王の封を嗣ぎ、冠軍将軍となり、秘書監に転じた。天監4年（505年）、侍中の位を受けた。天監6年（507年）、散騎常侍・太子右衛率に転じ、左驍騎将軍の位を受けた。同年5月に中護軍となり、領石頭戍事を兼務した。天監7年（508年）2月、使持節・都督南兗兗徐青冀五州諸軍事・仁威将軍・南兗州刺史として出向した。天監8年（509年）10月、護軍将軍として召還された。天監9年（510年）、中書令に任じられ、安後将軍の位を受け、琅邪郡と彭城郡に駐屯し、南琅邪郡太守を兼ねた。天監10年（511年）、安右将軍・散騎常侍として召された。天監14年（515年）9月、再び護軍将軍となった。南琅邪郡と彭城郡を領知して、琅邪に駐屯した。召還されて再び中書令となった。天監15年（516年）10月、軽車将軍・湘州刺史として出向した。
淵業は仏法を篤く信仰し、蕭衍もたびたびこのことを賞賛した。普通元年（520年）、また護軍将軍となった。普通3年（522年）、散騎常侍として召された。普通4年（523年）、侍中・金紫光禄大夫の位を受けた。
普通7年（526年）、死去した。享年は48。諡は元といった。かれの文集が編集された。

## 子女
- 蕭孝儼（498年 - 520年、字は希荘、秘書郎・太子舎人）

## 伝記資料
- 『梁書』巻23 列伝第17
- 『南史』巻51 列伝第41